# Partido di Veinticinco de Mayo
Il partido di Veinticinco de Mayo è un dipartimento (partido) dell'Argentina facente parte della provincia di Buenos Aires. Il capoluogo è 25 de Mayo.